# 오젠테크
오젠테크(Auzentech)는 HD 오디오 장비, 특히 PC 사운드 카드를 전문으로 하는 한국의 컴퓨터 하드웨어 제조업체였다.
오젠테크는 2005년 3월 HDA(HiTeC Digital Audio)라는 이름으로 돌비 디지털 라이브(Dolby Digital Live)를 탑재한 최초의 소비자용 추가 사운드 카드인 X-Mystique 7.1을 출시하면서 시작되었다. 처음에는 제조업체였던 HDA의 제품은 미국의 공급업체인 블루기어스(BlueGears)를 포함하여 현지 유통업체 네트워크를 통해 전 세계적으로 상용화되었다.
2006년에 회사는 유통을 자체적으로 인수하고 블루기어스와의 관계를 중단한 후 브랜드 이름을 오젠(Auzen, 즉 "Audio"와 "Zen"에서 유래한 이름)으로 변경하고 회사 이름을 오젠테크로 변경했다.
그 이후로 회사는 크리에이티브 랩스가 지배하는 시장에서 경쟁하기 위한 노력의 일환으로 계속해서 새로운 사운드 카드를 라인업에 통합했다. 오젠테크는 실시간 다중 채널 오디오 인코딩 및 내장 토스링크(TOSLINK) 연결과 같이 당시 크리에이티브의 사운드 카드에는 없었던 기능을 고객에게 제공하려고 했다. 이러한 기능을 통해 사용자는 이전에 PC에서 스피커까지 연결되는 피할 수 없었던 3개의 아날로그 라인 대신 단일 디지털 라인을 통해 다중 채널 실시간 오디오(PC 게임에서 발생하는 것과 같은)를 가질 수 있다. 또한 모든 오젠테크 사운드 카드에는 사용자가 교체할 수 있는 연산 증폭기(opamp)가 포함되어 있어 아날로그 출력의 기본 품질을 더욱 향상시킬 수 있다.
결국 확장으로 인해 오젠테크는 스피커, 마이크, PC 케이스 등의 품목을 포함하도록 제품 범위를 확장했다.
오젠테크은 최근 이전 카드에 사용된 C-Media 오디오 프로세서를 경쟁사인 크리에이티브 랩스로부터 라이선스를 받은 X-Fi 오디오 DSP로 전환했다.
2014년 초부터 오젠테크의 공식 웹사이트는 파크 페이지로 연결되어 있었고, 기술 지원 부서에서는 어떠한 서비스도 제공하지 않았다.